# Kermet
Kermet (kratica od ker[amika] i met[al]) je složeni (kompozitni) tehnički materijal, sastoji se od keramičke (oksidi aluminija, kroma, magnezija, silicija; karbidi titanija, volframa; molibdenov silikat) i metalne komponente (željezo, kobalt, nikal, krom, molibden, volfram). Lijevanjem dijelova ili sinteriranjem njihove smjese u praškastom obliku dobivaju se vrlo tvrdi i temperaturno otporni kermeti, koji se koriste kao tvrdi metali za alatno rezanje i u izradi električnih otpornika. Proizvode se i nanošenjem slojeva jedne komponente na podlogu od druge, na primjer u izradi turbinskih lopatica, u zubarskoj tehnici i slično.

## Objašnjenje
Kermeti su uglavnom kompozitni materijali sačinjeni iz keramičkih (ker) i metalnih (met) materijala. Idealni kermet ima optimalne osobine keramike, na primjer visoka temperaturna postojanost i tvrdoća, a tako i osobine metala, na primjer sposobnost plastičnog deformiranja. Metal se koristi kao vezivo za oksid, borid, karbid, ili glinicu. U općem slučaju, metali koji se ovde upotrebljavaju su nikal, molibden i kobalt. U zavisnosti od vrste strukture materijala, kermeti mogu također biti metalni matrični kompoziti, ali obično sadrže manje od 20% metala u obujmu. 
Kermeti se obično koriste u proizvodnji otpornika (posebno potenciometara), kondenzatora, i drugih elektronskih dijelova koji rade na povišenim temperaturama. U izradi alata, volframov karbid WC se smatra kermetom, iako je njegova upotreba veoma raširena, pa se smatra zasebnom klasom materijala (tvrdi metal). Kermeti se upotrebljavaju umjesto WC-a kod pila i drugih tvrdo zalemljenih alata, zbog svojih izvanrednih osobina otpornosti prema trošenju i prema koroziji. TiCN, TiC, TiN i slični materijali se mogu tvrdo zalemiti, ako se prethodno posebno pripreme, dok brušenje zahtijeva specijalne uvjete. 
Složeniji materijali, poznati kao Kermet 2 ili Kermet II, se sve češće upotrebljavaju zbog dužeg vijeka reznog alata. Neki tipovi kermeta će nalaziti primjenu u svemirskoj tehnologiji, kao mehanički štit od udara mikro meteoroida velikih brzina i od orbitalnog otpada. Kermeti su korišteni u spajanju keramika–metal (elektronske cijevi). Keramičke cijevi mogu da rade na višim temperaturama od staklenih cijevi. Također imaju veću čvrstoću i otpornost prema toplinskom šoku. Danas nalaze primjenu u sunčevim toplovodnim sustavima. Koriste se i keramika–metal zatvarači kod gorivih ćelija i kod drugih uređaja koji pretvaraju kemijsku, nuklearnu ili termoionsku energiju u električnu energiju. Zatvarači keramika–metal se koriste i za izolaciju električnih dijelova kod turbinskih generatora koji rade u sredinama s korozivnim parama tekućih metala. Kermeti se koriste i u zubarskoj tehnici kao materijali za popunjavanje i proteze. Jedan poznati primjer kermeta je svjećica za benzinske motore. Obično je izolator u ovom slučaju aluminijev oksid. Također nalaze primjenu i kod automobilskih kočnica i spojki.